# Polygynie
Polygynie (Vielweiberei, von griechisch „poly“: viel und „gyné“: Frau) bezeichnet beim Menschen eine Eheform, bei der es einem Mann gestattet ist, mehr als eine Frau zu heiraten. In diesem Fall handelt es sich um einen Spezialfall der Vielehe, die sich von dieser dadurch unterscheidet, dass Polygynie ausschließlich die Ehe eines Mannes mit mehreren Frauen bezeichnet. In der Biologie bezeichnet Polygynie allgemeiner ein Paarungsverhalten, bei dem sich ein Männchen innerhalb einer Fortpflanzungsperiode mit mehreren Weibchen paart, und damit eine Form der Polygamie.
Beim Menschen ist Polygynie weiter verbreitet als Polyandrie. Ist ein Mann mit genau zwei Frauen liiert, wird das auch Bigynie genannt. Manche polygynen Ehegemeinschaften kennen zudem Hierarchien, die entweder emotional oder zeitlich begründet sind. Polygynie kann Ausdruck einer Stratifikation zwischen Alter und Geschlecht sein, wenn in polygynen Gesellschaften ältere Männer sehr junge Frauen heiraten und jüngere Männer entweder sehr lange ledig bleiben oder ältere Witwen heiraten.
Polygynie korreliert mit politischen und ökonomischen Systemen, in denen menschliche Ressourcen vor allem in Form von Frauenarbeit in der Landwirtschaft – und nicht Land oder Güter – die wichtigsten Mittel darstellen. Sie ist vor allem dort verbreitet, wo die Landwirtschaft arbeitsintensiv, aber wenig ertragreich ist. Häufig ist der Altersunterschied zwischen Männern und Frauen groß; Witwen werden oft an die jüngeren Brüder des verstorbenen Ehemanns weiter gegeben.

## Formen der menschlichen Polygynie

### Verbreitung
Polygynie kommt in weiten Teilen Afrikas (insbesondere an der Guineaküste, in der Sahelzone und rund um das ostafrikanische Seegebiet), im islamisch geprägten Nahen und Mittleren Osten, in der Volksrepublik China, in Indonesien, Melanesien, Polynesien vor sowie bei verschiedenen Indianerstämmen in Nord- und Südamerika und historisch bei den Mormonen in Utah (noch heute bei einigen mormonischen Splitterkirchen). Sie war Bestandteil des Judentums und ist bis heute Bestandteil des Islam. Bei den Normannen und Wikingern wurde die Möglichkeit, eine Zweitfrau zu ehelichen, nach deren Christianisierung eine Zeit lang als More danico (nach dänischer Sitte) seitens der Kirche geduldet. Im Täuferreich von Münster wurde 1534 wegen eines erheblichen Frauenüberschusses die allgemeine Polygynie eingeführt.

### Allgemeine Polygynie
Von allgemeiner Polygynie spricht man dann, wenn jeder Mann der betreffenden Gesellschaft die Möglichkeit hat, mehrere Frauen zu heiraten, und wenn es für Männer auch allgemein üblich ist, die Mehrehe anzustreben. Rein rechnerisch ist allgemeine Polygynie nur möglich, wenn die Sterblichkeit der Männer deutlich höher ist als die der Frauen, oder wenn in schnell wachsenden Bevölkerungen der Altersunterschied zwischen Ehegatten sehr groß ist.
Wenn zum Beispiel die Bevölkerung sich alle 25 Jahre verdoppelt und der Altersunterschied 25 Jahre beträgt, dann kann in der Tat jeder Mann zwei Frauen heiraten. Das tiefe Heiratsalter der Frauen in Gesellschaften mit Polygynie ist deshalb eine Voraussetzung für die Möglichkeit dieser Gesellschaftsform.

### Begrenzte Polygynie
Von begrenzter Polygynie wird dann gesprochen, wenn Mehrfachehen nur einer kleinen Schicht von Männern vorbehalten sind.
In einigen Gesellschaften mit begrenzter Polygynie haben nur Anführer oder Häuptlinge das Recht, mehrere Frauen zu heiraten (z. B. bei den Nambikwara und den Tupi-Kawahib in Brasilien (siehe Traurige Tropen)). Bei den Trobriandern beispielsweise ist die Polygynie ein Statussymbol, mit dem die Macht eines Häuptlings ausgedrückt wird: Durch die Polygynie kann er mehr Kinder und Verwandtschaftsbeziehungen haben, die er wiederum strategisch manipulieren kann. Dadurch verfügt er über eine breitere wirtschaftliche Basis, und er kann bis zu einem gewissen Grad nicht nur seine Frauen, sondern auch deren Brüder kontrollieren.

### Polygynie mit oder ohne Koresidenz
Wenn die Frauen gemeinsam wohnen und leben, wird von Polygynie mit Koresidenz gesprochen. Polygynie mit getrennter Residenz tritt wesentlich seltener auf.

### Sororale Polygynie
Sind die Ehefrauen Schwestern, spricht man von sororaler Polygynie. Im kulturellen Vergleich sind die non-sororalen polygynen Ehen häufiger als sororale vertreten. Diese Eheform sollte nicht mit dem Sororat verwechselt werden.

## Rechtsgrundlagen

|  | Polygamie ist nur für Muslime legal                   |
|  | Polygamie ist legal                                   |
|  | Polygamie ist in einigen Regionen legal (Indonesien)  |
|  | Polygamie ist illegal, aber wird nicht kriminalisiert |
|  | Polygamie ist illegal und wird kriminalisiert         |
|  | Rechtsstatus unbekannt                                |

## Polygynie in der Biologie
Der Ausdruck Polygynie wurde, wie auch Polygamie, ursprünglich für den Menschen geprägt und erst später auf nichtmenschliche Lebewesen übertragen. Im 18. Jahrhundert wurde noch rein moralisch unterschieden: Polygamie war bezogen auf Ehesysteme mit mehreren Frauen, Polygynie war auf bloß sexuelle Verbindungen beschränkt. Seit Mitte des 18. Jahrhunderts entwickelten sich die Ausdrücke dann zu rein beschreibenden Fachbegriffen. Carl von Linné unterschied in der Botanik in seinem System der Blütenpflanzen die Klassen der Polyandria, mit vielen männlichen Staubblättern und der Polygamia, 1737 verändert in Polygynia, mit vielen (weiblichen) Stempeln. Allgemein wurde in der Biologie die Paarung eines Männchens mit mehreren Weibchen zunächst weiter „Polygamie“ genannt und von der „Polyandrie“ unterschieden (diese war also nicht eine Unterklasse davon), so noch bei Charles Darwin. Polygynie als biologischer Terminus wurde zuerst 1876 durch Herbert Spencer eingeführt.
In der Zoologie bezeichnet Polygynie ein Paarungssystem, bei dem sich ein einzelnes Männchen mit einer Vielzahl von Weibchen paart, wobei dieses Männchen deren einziger Paarungspartner ist. Sie wird unterschieden von der Monogamie (ein Männchen, ein Weibchen), der Polyandrie (ein Weibchen, mehrere Männchen, wobei das Weibchen der einzige Paarungspartner ist) und der Polygynandrie (auch Promiskuität, mehrere Weibchen, mehrere Männchen). Während bei Vögeln monogame Paarbeziehungen mit über 90 Prozent Anteil weit überwiegen, ist es bei Säugetieren genau umgekehrt, hier mit über 90 Prozent Anteil polygyner Paarungssysteme, und monogamen Beziehungen als Ausnahme. Polygyne Paarungssysteme sind häufig sozial determiniert: Männchen kämpfen untereinander um die Kontrolle über Gruppen von Weibchen, wobei sie nicht nur versuchen, fremde Männchen zu vertreiben, sondern auch das Paarungsverhalten ihrer Weibchen, auch gegen deren Willen, zu bestimmen. Eine solche Weibchen-Gruppe wird auch, in Übertragung eines menschlichen Konzepts, als deren Harem bezeichnet.
Polygyne Paarungsbeziehungen unterliegen der sexuellen Selektion und wirken ihrerseits auf diese zurück. Polygynie führt dazu, dass der Paarungserfolg des männlichen Geschlechts variabler ist als derjenige des weiblichen: wenige Männchen haben viele Nachkommen, viele haben wenige oder gar keine. Wenn Paarungskämpfe der Männchen untereinander (zur Kontrolle eines Harems oder eines Balzplatzes) für die Nachkommenzahl ausschlaggebend sind, führt das tendenziell zu einem Größen-Dimorphismus der Geschlechter, mit größeren Männchen, wobei allerdings auch noch Rückwirkungen aufgrund natürlicher Selektion zu erwarten sind (wenn Männchen und Weibchen je nach Größe unterschiedliche Ressourcen ausnutzen können). Es sind außerdem Rückwirkungen auf die Geschlechterverteilung zu erwarten. Dabei können verwickelte Verhältnisse resultieren, wenn Mütter das Geschlecht ihrer Nachkommen beeinflussen können, da es sich je nach Größe des Weibchens eher auszahlen kann, mehr männlichen oder mehr weiblichen Nachwuchs zu produzieren. Traditionell wurde davon ausgegangen, dass soziale und genetische Polygynie weitgehend deckungsgleich wären. Seit es möglich ist, die Eltern durch genetische Tests direkt zu bestimmen, ist klar geworden, dass ein großer Anteil des Nachwuchses nicht vom Haremsbesitzer stammt. Weibchen können sich also dessen Dominanz in gewissem Maß entziehen. Dies ermöglicht schwächeren Männchen alternative Fortpflanzungsstrategien, wodurch dem Trend der sexuellen Selektion auf Größendimorphismus entgegengewirkt wird.
Für die Evolution von polygynen sozialen Paarungssystemen wurden verschiedene ökologische Faktoren als ausschlaggebend plausibel gemacht: fakultative Polygynie kann entstehen, wenn Männchen Territorien besetzen und gegeneinander verteidigen, die der Lebensraum mehrerer Weibchen sind, die so keinen Kontakt mehr zu anderen Männchen haben. Leben Weibchen, zum Beispiel zur besseren Jungenaufzucht, in sozialen Gruppen zusammen, können einzelne Männchen den Zugang zur Gruppe gegenüber anderen Männchen für sich monopolisieren. Möglicherweise gelingt das auch nur Gruppen (Koalitionen) mehrerer Männchen, vor allem dann, wenn die Weibchengruppen sehr groß werden. Veränderungen in Menge und Verteilung der Nahrungsressourcen wirken so auf das Paarungssystem zurück.